# 외박
외박(外泊)은 병사들이 군복무기간중 재영하는 군부대에서 1박 2일로 나오는 일이다. 육군과 해병대보다 복무기간이 긴 해군과 공군에서는 훨씬 자주 외박을 나가고 한번에 나가는 외박기간도 길다. 외박기간중 위수지역내에만 있어야 한다. 외박전에 외박증을 발급받아서 한다.